# Савінов Сергій Васильович
Сергі́й Васи́льович Савінов (2 листопада 1995 — 30 серпня 2019) — молодший сержант 36-ї окремої бригади морської піхоти ЗС України, учасник російсько-української війни.

## Життєпис
Народився Сергій Савінов в українському селищі Іванівка Братського району Миколаївської області. Через деякий час сім'я Савінових переїхала у с. Мар'ївка Баштанського району Миколаївської області. У 2014 р. Сергій закінчив середню школу, любив займатися спортом, був працьовитим, товариським. У 2015 р. був призваний на строкову службу до ЗСУ. Після армії пішов захищати суверенітет та цілісність рідної держави за контрактом. Службу проходив у Донецькій області. Був командиром відділення, мав у підпорядкуванні особовий склад.
30 серпня 2019 року в районі проведення операції Об'єднаних сил поблизу населеного пункту Водяне під час ворожого обстрілу Сергій Савінов зазнав несумісного з життям поранення, завданого снайпером-найманцем РФ.
Похований Сергій Савінов у селі Мар'ївка Баштанського району. У нього залишились мама, сестра та племінники.

## Нагороди та вшанування
2 листопада 2019 р. на території Мар'ївської ЗОШ відкрито меморіальну дошку в пам'ять випускника школи Сергія Савінова. Участь у заході взяли побратими-військовослужбовці, представники Баштанської спілки учасників АТО, рідні та друзі Сергія, учителі та учні Мар'ївської школи, небайдужі односельці. Дошка була відкрита в день його народження.
|  |  |  |

Указом Президента України від 5 листопада 2019 року молодшого сержанта Миколаївської 36-ї окремої бригади морської піхоти Сергія Савінова посмертно нагороджено орденом «За мужність» ІІІ ступеня. Нагорода присвоєна за особисту мужність і самовіддані дії, виявлені під час захисту державного суверенітету та територіальної цілісності України.